# Angelo Conti (agostiniano)
Angelo Conti, noto anche come Angelo da Foligno (Foligno, 1226 – Foligno, 27 agosto 1312), è stato un religioso italiano.
Sacerdote dell'Ordine di Sant'Agostino, il suo culto come beato è stato confermato da papa Leone XIII nel 1891.

## Biografia
Appartenente alla nobile famiglia Conti di Foligno, abbracciò ventenne la vita religiosa tra i giambonini ricevendo l'abito dalle mani del fondatore in un eremo presso Cesena. Nel 1248 fu inviato a fondare il convento di Sant'Agostino a Foligno; nel 1258, insieme con il confratello Ugolino, diede inizio al convento di Gualdo Cattaneo e nel 1275 istituì il convento di Monte Falco.

## Il culto
Il suo corpo è venerato nella chiesa di Sant'Agostino a Foligno.
Papa Leone XIII, con decreto dell'11 marzo 1891, ne confermò il culto con il titolo di beato.
Il suo elogio si legge nel martirologio romano al 27 agosto.